# Asadkhuja Muydinkhujaev
Asadkhuja Muydinkhujaev (Ferghana, 5 de maio de 2001) é um pugilista uzbeque, campeão olímpico.

## Carreira
Ele começou a treinar boxe no Fergana Sports College of Olympic Reserve quando tinha 13 anos. Em 2021, ele participou de seu primeiro Campeonato Mundial de Boxe Elite IBA amador, vencendo suas duas primeiras lutas contra Eugene McKeever e Ahmed Harara e perdendo em sua terceira luta contra o boxeador japonês Sewon Okazawa. Em 2023, no Campeonato Mundial de Boxe da IBA em Tashkent, ele se tornou campeão mundial na categoria meio-médio.
Nos Jogos Olímpicos de Verão de 2024, em Paris, conquistou a medalha de ouro na disputa de peso meio-médio (até 71 kg).